# Mitch Cooper
Mitch Steven Baggio Cooper (* 18. September 1994 in Vanuatu) ist ein australischer Fußballspieler.

## Karriere
Cooper wurde in Vanuatu geboren, im Alter von acht Jahren zog er mit seiner Familie nach Neuseeland. Vier Jahre später erfolgte ein weiterer Umzug nach Australien an die Sunshine Coast. Nachdem Cooper bereits in Neuseeland an der Wynton Rufer Football Academy in Auckland Fußball gespielt hatte, war er in Australien im Jugendbereich zunächst zwei Jahre bei den Maroochydore Swans aktiv, anschließend bei Sunshine Coast, bevor er an der Queensland Academy of Sport in Brisbane sportlich gefördert wurde. 2010 wurde er in das Jugendteam des A-League-Klubs Gold Coast United aufgenommen und gewann mit dem Team 2011 die Meisterschaft in der National Youth League.
Coopers Debüt in der A-League am 17. Februar 2012 ging eine ungewöhnliche Kontroverse zwischen Klubeigentümer Clive Palmer und Trainer Miron Bleiberg voraus. In Abwesenheit des eigentlichen Mannschaftskapitäns Michael Thwaite hatte Palmer angekündigt, dass der 17-jährige Cooper bei seinem Debüt die Kapitänsbinde tragen werde. Als Bleiberg wenig später in einem Interview erklärte, dies sei nur ein symbolischer Akt für die Platzwahl, sah Palmer darin eine Herabsetzung gegenüber Klub und Spieler und suspendierte den Trainer kurzerhand für die Partie. Interimsmäßig saß Jugend- und Assistenztrainer Mike Mulvey auf der Trainerbank, als Cooper bei der 0:1-Auswärtsniederlage gegen Melbourne Heart zum jüngsten Kapitän der Ligageschichte wurde. Kurz nach der Partie erklärte Bleiberg seinen Rücktritt, Palmer wurde wegen verschiedentlicher Eskapaden und Verstöße wenig später die Lizenz entzogen und die Mannschaft beendete die Saison unter Leitung des australischen Verbandes, bevor sie zum Saisonende aufgelöst wurde. Cooper gelang währenddessen bei seinem zweiten von insgesamt sechs Ligaeinsätzen für Gold Coast, einem 3:3-Unentschieden gegen den Tabellenführer Central Coast Mariners, sein erstes Tor im Profibereich.
Cooper, der bei Gold Coast United eigentlich einen Profivertrag für die folgende Saison unterzeichnet hatte, unterzeichnete stattdessen einen Zweijahresvertrag bei den Newcastle United Jets, die mit James Brown und Joshua Brillante zwei weitere Spieler von Gold Coast United verpflichteten. Das Nachwuchstalent hatte Anfragen von mehreren Ligakonkurrenten, den Ausschlag zugunsten der Jets gab laut Aussage Coopers der dortige Trainer Gary van Egmond, mit dem er bereits im Umfeld der U-17-Nationalelf Bekanntschaft gemacht hatte.
Seine Zeit bei Newcastle ist seither von Verletzungen überschattet. Zu Beginn seines Aufenthalts laborierte er an einer Knöchelverletzung, nachdem er zum Ende der Saison hin mehrfach im Aufgebot stand, riss er sich im März 2013 das Kreuzband im rechten Knie, im Januar 2014 erlitt er, nur kurz nachdem er für das Jugendteam wieder zu ersten Einsätzen gekommen war, einen Kreuzbandriss im linken Knie und fiel erneut monatelang aus. Ende 2013 musste sich Cooper zudem vor Gericht verantworten, nachdem er im Oktober von der Polizei am Steuer eines Fahrzeugs gestoppt wurde, obwohl er zu diesem Zeitpunkt wegen zu vieler Punkte durch Straßenverkehrsverstöße keine Fahrerlaubnis besaß. Er entging einer Verurteilung und wurde nur mit einem neunmonatigen good behaviour bond belegt. Sein Comeback in der A-League gab Cooper, der im offensiven Mittelfeld sowohl zentral als auch auf den außen agieren kann, schließlich im Dezember 2014, sein erster Einsatz in 21 Monaten.
2011 nahm Cooper mit der australischen U-17-Auswahl an der U-17-Weltmeisterschaft in Mexiko teil und stand beim Erreichen des Achtelfinals in allen vier Turnierpartien in der Startelf.